# Zweeds-Novgorodse oorlogen
De Zweeds-Novgorodse oorlogen waren een reeks conflicten in de 12e en 13e eeuw tussen het koninkrijk Zweden en de republiek Novgorod over de controle over de Golf van Finland, een gebied dat van vitaal belang was voor de Hanze en een deel van de handelsroute naar Constantinopel vormde. De aanvallen van de rooms-katholieke Zweden op de orthodoxe Russen hadden ook een religieuze achtergrond, maar vóór de 14e eeuw is er geen kennis van officiële kruistochtsbullen uitgevaardigd door de paus.

## Achtergrond
De Scandinaviërs onderhielden al vanaf de Vikingtijd handelsbetrekkingen en andere banden met Novgorod. Kooplieden uit Gotland exploiteerden zowel hun eigen handelshuis (Gutagård) als de St. Olof-kerk in Novgorod. De Scandinaviërs voerden ook geïsoleerde invallen uit op Noord-Rusland. Eiríkr Hákonarson deed een inval in Ladoga in 997, en zijn broer Sveinn Hákonarson volgde in 1015. Na het huwelijk van Jaroslav de Wijze, grootvorst van Novgorod en Kiev, met Ingegerd van Zweden in 1019, werd Ladoga een jarldom in de ban van het Kievse Rijk. Het werd geregeerd door Ragnvald Ulfsson, de vermeende vader van koning Stenkil van Zweden (r. 1060-1066). Tussen de Russische en Scandinavische koninklijke families vonden meerdere dynastieke huwelijken plaats. Zo trouwde bijvoorbeeld in de jaren 1090 Stenkils kleindochter Christina met Mstislav van Novgorod, na wiens dood in 1132 de republiek Novgorod zich afscheidde van het Kievse Rijk.

## Opleving van de vijandelijkheden

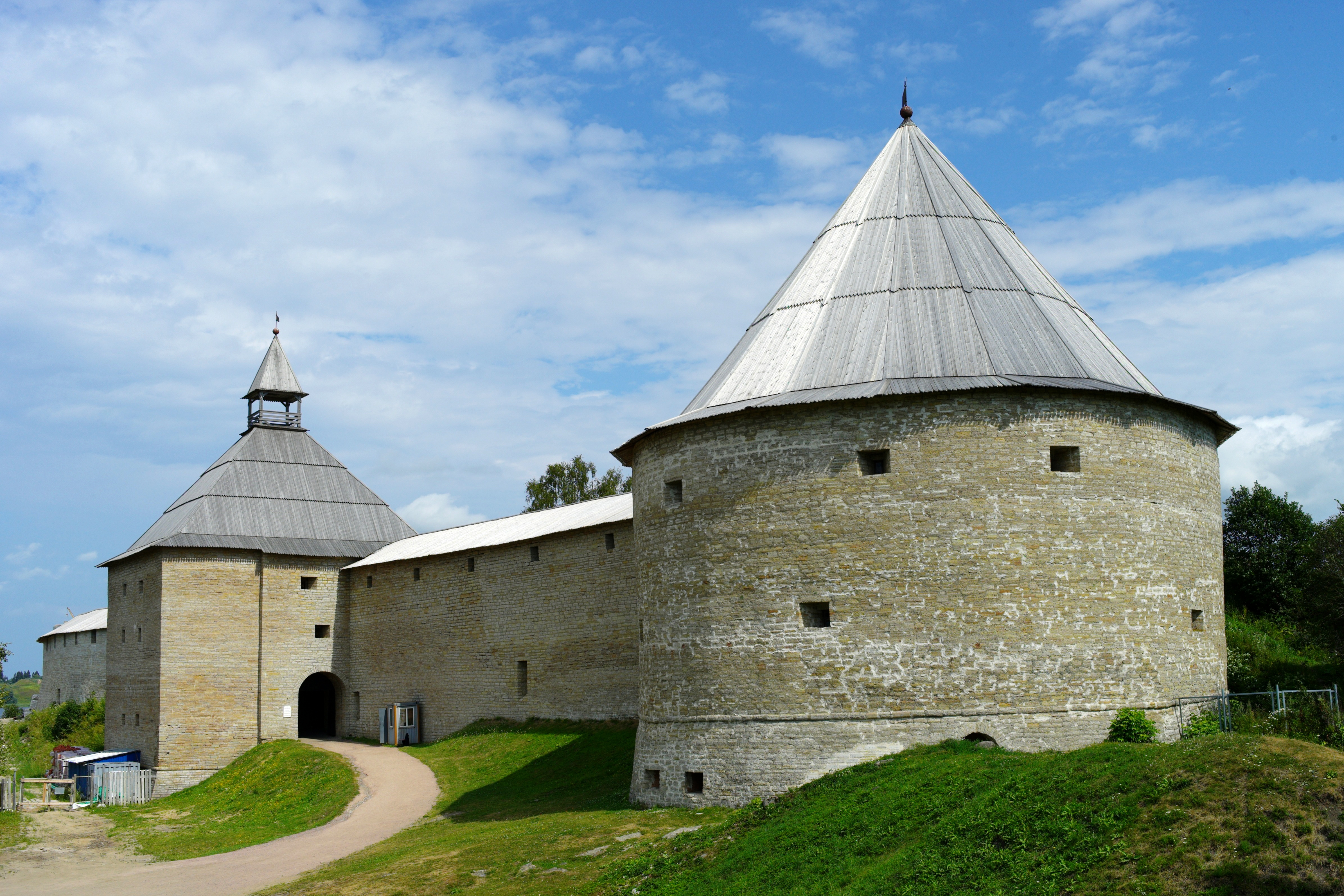
Het fort van Ladoga werd gebouwd in steen in de 12e eeuw en 400 jaren later herbouwd

De verhoudingen tussen Zweden en Novgorod verslechterden na de stevigere banden van Zweden met de Rooms-Katholieke Kerk in de 12e eeuw. Deze riep vanaf de 12e eeuw meerdere Noordelijke Kruistochten uit tegen landen die onder de invloed van de Orthodoxe Kerk dreigden te komen.
Volgens de Eerste Novgorodkroniek vielen Zweedse troepen in 1142 de kooplieden van Novgorod ergens in het Oostzeegebied aan, en doodden 150 Novgorodiërs. Het is het eerste bekende geval van vijandelijkheden tussen Zweden en Novgorod. In 1164 naderde een Zweedse vloot Ladoga, maar werd verslagen en de meeste schepen werden door Novgorod veroverd.
Volgens Zweedse bronnen lanceerden de Novgorodiërs en hun Karelische bondgenoten in de 12e eeuw piratenaanvallen op het vasteland van Zweden. Tijdens een van die invallen zouden ze de deuren van de kathedraal van Sigtuna als buit naar Novgorod gebracht hebben. In de ogen van de noordse kruisvaarders rechtvaardigden dergelijke acties een oorlog tegen Novgorod, hoewel Novgorodse bronnen deze gebeurtenissen niet vermelden. Zweedse bronnen verwijzen naar de aanvallers van Sigtuna als "heidenen". Zweedse bronnen vermelden ook dat Jon Jarl aan het einde van de 12e eeuw negen jaar tegen de Novgorodiërs en Ingriërs vocht. Deze expedities zijn niet gedocumenteerd in Russische bronnen.

## Slag aan de Neva
Na een lange periode zonder openlijke vijandelijkheden ondernamen de Zweden naar verluidt in 1240 een aanval op Novgorod. De enige bron van informatie over de aanval is een Novgorodse kroniek. Kort nadat hun vloot de monding van de Neva was binnengevaren, werden de Zweden in de Slag aan de Neva verslagen door de jonge vorst Alexander van Novgorod, die later de bijnaam "Nevski" zou krijgen om deze overwinning te herdenken.
Vanaf dat moment verplaatste Zweden haar aandacht naar het heidense Finland. Haar troepen keerden pas tegen het einde van de 13e eeuw terug aan de Neva, toen het West-Finland in haar greep had gekregen. Eerder hadden de Zweden ook tevergeefs geprobeerd een bruggenhoofd te vestigen in Estland.

## Focus verplaatst naar Finland
Afgezien van Ladoga botsten de belangen van Novgorod met die van Zweden in Finland, een regio tussen Zweden en Rusland die vanaf de 11e eeuw bij talloze gelegenheden, bekend als de Fins-Novgorodse oorlogen, door Russische troepen werd geplunderd. Een Russische inval in de winter van 1226-1227 leidde tot zware verliezen aan Finse zijde. Een Finse aanval op Ladoga in 1228 eindigde in een nederlaag, wat bijdroeg aan de onderwerping van de heidense Finnen door de katholieke Zweden tijdens de Tweede Zweedse Kruistocht in 1249.  Zeven jaar later verwoestten de Novgorodiërs Zweeds-Finland opnieuw.

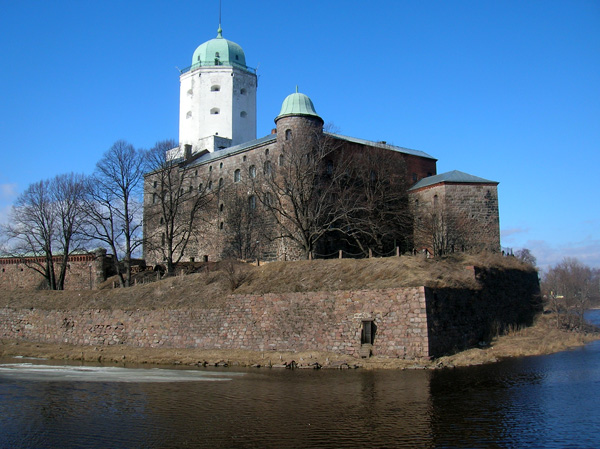
Het kasteel van Viborg, in 1293 door de Zweden gesticht

In 1293 veroverden de Zweden een deel van West-Karelië en bouwden daar het fort van Viborg. Deze expeditie wordt de Derde Zweedse Kruistocht genoemd. Zeven jaar later stichtten ze het fort van Landskrona nabij de monding van de Neva, aan de rivier de Ochta, en verwoestten ze de nederzettingen van Novgorod aan de Neva. Later dat jaar namen de troepen van Novgorod wraak door Landskrona te vernietigen.
In het begin van de 14e eeuw escaleerden de militaire spanningen en voerden de twee machten voortdurend oorlog. In 1311 verwoestten de Novgorodiërs Centraal-Finland, waar de Zweden onlangs een nieuw kasteel hadden gebouwd.  Als reactie daarop voer een Zweedse vloot richting Ladoga en stak het in brand. Drie jaar later brak de onvrede van de Kareliërs met het bewind van Novgorod openlijk uit. Ze vermoordden de Russische gouverneurs en zochten hulp bij Zweden. Na enkele maanden van vijandelijkheden onderwierp Karelië zich opnieuw aan het gezag van Novgorod. 
In 1318 viel Novgorod Turku in het zuidwesten van Finland aan, waarbij de stad met de kathedraal en het bisschoppelijke kasteel van Kuusisto in brand werden gestoken.  Vier jaar later belegerden ze Viborg en stichtten Oresjek, een belangrijk fort dat de toegang tot het Ladogameer domineerde.

## Verdrag van Nöteborg

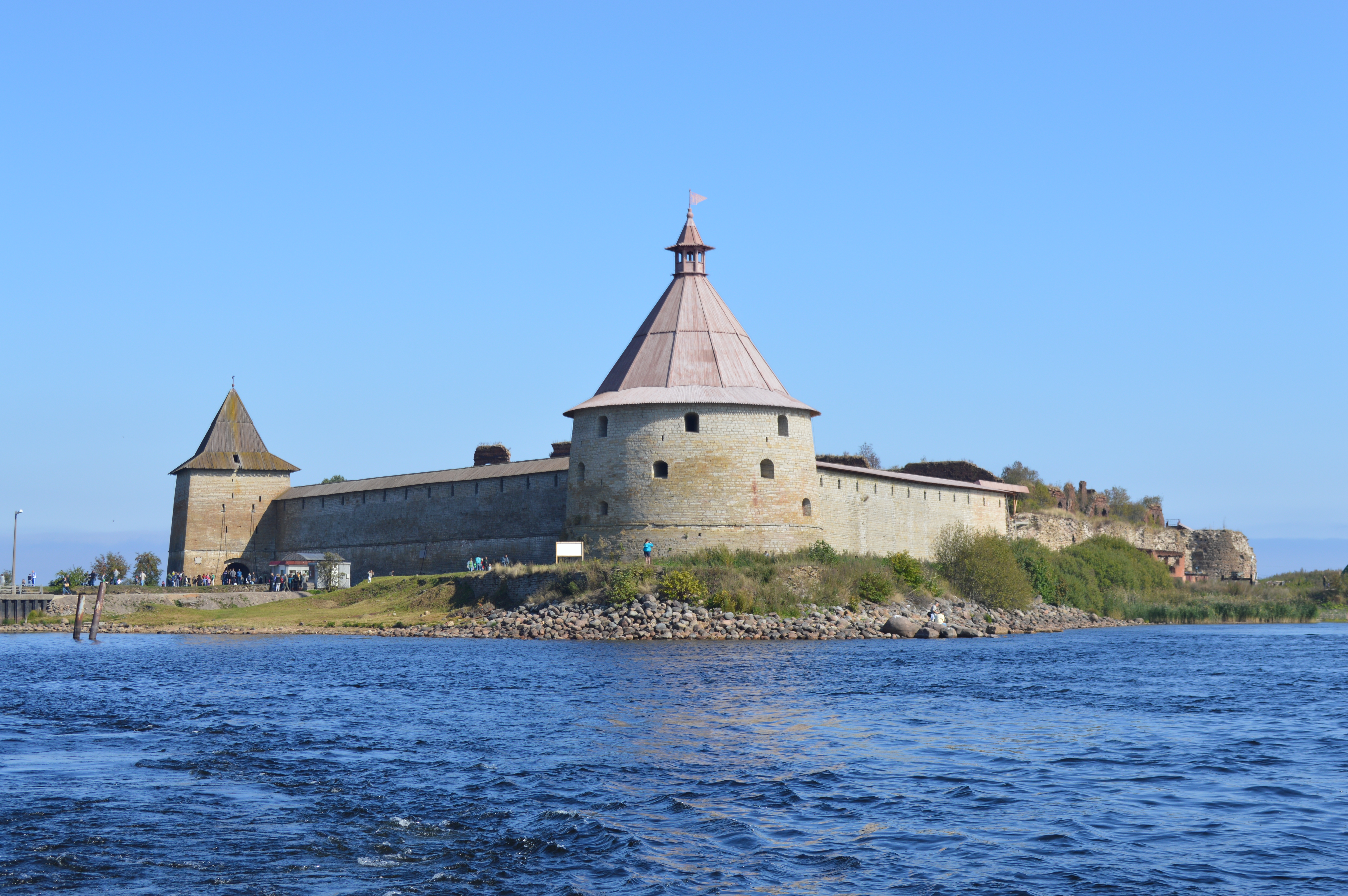
Oresjek, een van de forten gebouwd door de Novgorodiërs om de Zweedse expansie in te dammen

Het eerste verdrag dat werd gesloten was het Verdrag van Nöteborg (12 augustus 1323), gevolgd door het Verdrag van Novgorod tussen Novgorod en Noorwegen in 1326. 
Al in 1328 moedigde Zweden kolonisten aan zich aan de noordkust van de Botnische Golf te vestigen, welke volgens het verdrag het bezit van Novgorod was. Toen de Kareliërs in 1337 in opstand kwamen tegen Novgorod, stuurde koning Magnus Eriksson zijn troepen ter ondersteuning en slaagde erin het fort van Korela kort te bezetten. Het volgende jaar belegerde Novgorod Viborg, maar al snel werd een wapenstilstand overeengekomen.
Na tien jaar vrede was de Zweedse koning gereed om de vijandelijkheden te hernieuwen. Hij eiste van de Novgorodiërs om het gezag van de paus te erkennen. Volgens de eerste en vierde Novgorodse kronieken eiste de koning dat de Novgorodiërs debatteerden met zijn "filosofen" (katholieke theologen) en wie verloor, zou zich bekeren tot de religie van de winnaar. De Novgorodse aartsbisschop Vasili Kalika overlegde met de posadniki en andere leden van de stadselite en vertelde de koning dat hij, aangezien ze het christendom uit Constantinopel hadden ontvangen, zijn filosofen daarheen moest sturen om met de Byzantijnen te debatteren. Na deze reactie stuurde de koning zijn leger naar Oresjek en stak het in brand. Novgorod heroverde echter al snel het verloren terrein.
De koning probeerde in 1350 weer een vruchteloze aanval. In hetzelfde jaar brak de Zwarte Dood uit in Noord-Europa, waarmee een einde kwam aan verdere vijandelijkheden.

## Latere ontwikkelingen
Latere schermutselingen waren meer sporadisch van aard. De pogingen van Zweden om de Botnische Golf onder controle te krijgen, leidden ertoe dat Novgorod in de jaren 1370 begon met de bouw van een kasteel nabij de Oulu-rivierdelta. De Zweden antwoordden door hun eigen kasteel in de buurt te bouwen. Novgorod viel het aan in 1377, maar kon het niet innemen. In het volgende jaar vaardigde paus paus Gregorius XI een kruistochtsbul uit tegen Novgorod. Kort daarna trokken de Russen zich terug uit Oost-Botnië en lieten het aan de Zweden.
Aan het einde van de 14e eeuw vestigden de Novgorodiërs de leengoederen Korela, Oresjek, Koporje, Loega en Ladoga als buffers tussen hun kerndomeinen en Zweden. Verschillende Litouwse hertogen die bekend stonden om hun militaire vaardigheden werden uitgenodigd om over dit Ingrische hertogdom te regeren: Narimantas, zijn zoon Patrikas, en dan Lengvenis. Ze hielpen bij het versterken van de Novgorods-Zweedse grens en bouwden verschillende nieuwe forten in de regio, waaronder een in Jama.
De vijandelijkheden tussen de twee mogendheden werden hernieuwd in 1392 en 1411. Zweden was tegen die tijd echter deel geworden van de roerige Unie van Kalmar en werd de hele 15e eeuw in beslag genomen door de Scandinavische machtsstrijd. 
Het laatste conflict vond plaats in 1445, enkele decennia voordat Novgorod werd opgenomen in het grootvorstendom Moskou. De annexatie van Novgorod leidde echter niet tot vrede en de conflicten tussen het grootvorstendom Moskou (later bekend als het tsaardom Rusland) en Zweden duurde tot het begin van de 19e eeuw.